# GENCODE

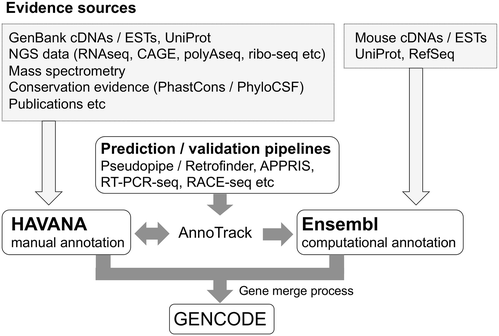
Схема анотації локусів

GENCODE — проєкт геномних досліджень, що є складовою частиною проєкту «Енциклопедія елементів ДНК» (ENCODE).

## Задачі
GENCODE був створений в рамках пілотної фази проєкту ENCODE з метою визначити і впорядкувати все білок-кодуючі гени з бібліотеки ENCODE. Зараз проєкт націлений на створення енциклопедії генів і їх варіантів з повним описом їх структурних характеристик в геномах людини і миші за допомогою методів обчислювального аналізу, ручної анотації та експериментальної перевірки.
Кінцева мета проєкту — створення бази анотацій, що включає всі білок-кодуючі локуси з альтернативними транскриптами, некодуючих локусів з виявленими транскриптів та псевдогенів.

## Історія
У вересні 2003 року Національний інститут досліджень генома людини (NHGRI) відкрив публічний дослідний консорціум ENCODE для реалізації проєкту по визначенню всіх функціональних елементів людського генома. Цей проєкт є продовженням проєкту «Геном людини» (англ. The Human Genome Project), запущеного в 1990 році Національною організацією охорони здоров'я США (NIH). Метою проєкту була розшифровка послідовності ДНК людини. У 2003 році були опубліковані результати і наукове співтовариство висловило зацікавленість в дослідженні функціональних елементів геному людини для кращого розуміння механізмів розвитку деяких захворювань. Для цього був запущений проєкт ENCODE у три фази: пілотна (початкова) фаза, розробка методології та продуктивна фаза. В ході пілотної фази планувалося досліджувати близько 30 Mb генома людини, а отримані результати врахувати при аналізі решти людського генома. Для картування на цей фрагмент генома відомих білок-кодуючих генів був створений проєкт GENCODE.
У квітні 2005 року була випущена перша версія GENCODE з анотацією 44 локусів людського генома. У ній було описано 416 відомих геномних локусів, 26 нових білок-кодуючих локусів, 82 транскрибованих і 170 псевдогенів локусів. У другому релізі (14 жовтня 2005 року) була оновлена і підтверджена інформація про анотовані раніше локуси, в основному, завдяки експериментальним даними RACE і RT-PCR.
У червні 2007 року пілотна фаза ENCODE була завершена. Проєкт був визнаний вдалим і інститут Сенгера (англ. Welcome Trust Sanger Institute) отримав грант від NHGRI для масштабування проєкту GENCODE.
У 2012 році був випущений найбільший реліз GENCODE 7 (на основі даних на момент грудня 2011 року), в якому була скомбінована автоматична анотація Ensembl і ручна анотація. З 2013 року GENCODE був удостоєний другого гранту на продовження роботи по анотації генома людини, а також на анотацію мишачого геному для порівняльних досліджень геномів миші і людини.
У квітні 2018 року було випущено версію GENCODE 28 (містить дані, оброблені до листопада 2017 року).